# Hedi (filme)
Hedi (Árabe: Inhebbek Hedi, نحبك هادي) é um drama tunisino de 2016 dirigido por Mohamed Ben Attia. Ele foi indicado ao Urso de Ouro no 66.º Festival Internacional de Cinema de Berlim, onde ganhou o prêmio de melhor primeiro filme (Best First Feature Award) e Majd Mastoura ganhou o Urso de Prata de melhor ator.
A partir de 23 de março de 2017, o filme arrecadou US $ 56.386 internacionalmente.

## Elenco
- Majd Mastoura como Hedi
- Rym Ben Messaoud como Rym
- Sabah Bouzouita como Baya
- Omnia Ben Ghali como Khedija
- Hakim Boumsaoudi como Ahmed